# Санта-Луче
Са́нта-Лу́че (итал. Santa Luce) — коммуна в Италии, располагается в области Тоскана, в провинции Пиза.
Население составляет 1465 человек (2008 г.), плотность населения составляет 22 чел./км². Занимает площадь 66 км². Почтовый индекс — 56040. Телефонный код — 050.
Покровительницей коммуны почитается святая Лючия Сиракузская, празднование 13 декабря.

## Демография
Динамика населения:

## Администрация коммуны
- Официальный сайт: